# Messenger Kids
Messenger Kids — це програма та платформа для обміну повідомленнями, випущена Meta Platforms у грудні 2017 року Платформа створена для молодіжної аудиторії як більш безпечна альтернатива платформі Messenger. Користувачі можуть реєструватися, вказуючи не номер телефону, а ім'я та прізвище. Спочатку він був запущений лише для планшетів iPad з операційною системою iOS у Сполучених Штатах, але пізніше була додана підтримка для пристроїв iPhone і Android, а також його розгорнули в Канаді, Перу та Мексиці.
Батьки здійснюють нагляд і контроль із вимогами щодо підтвердження особи та затвердження контактів. Немає жодних покупок у додатку чи реклами, а отже, також немає збору даних для рекламних цілей, облікові записи дітей не відображаються під час пошуку на Facebook, а обліковий запис дитини не переміщується автоматично до повноцінного облікового запису Facebook, коли дитині виповнюється рік народження. 2011 років і виповнюється 13 років (мінімальний вік для реєстрації у Facebook). Він містить фільтри та лінзи доповненої реальності, а також ігри та навчальний контент.

## Критика
Незважаючи на те, що додаток було сертифіковано відповідно до Закону про захист конфіденційності дітей в Інтернеті (COPPA), він отримав значну критику та занепокоєння, насамперед через збір вмісту повідомлень і фотографій, надісланих неповнолітніми, а також через спроби залучити людей до Facebook у дуже молодому віці. Міністр охорони здоров'я Великої Британії Джеремі Хант публічно розкритикував цю ініціативу, написавши у Twitter, що компанія повинна «триматися подалі від моїх дітей» і «Facebook сказав мені, що вони повернуться з ідеями щодо ЗАПОБІГАННЯ використанню їхніх продуктів неповнолітніми, але замість цього вони активно орієнтуються на дітей молодшого віку». Додаткове занепокоєння висловили експерти з розвитку дитини, зокрема педіатри, педагоги та правозахисні організації, які стверджували, що додаток створює потребу, а не задовольняє існуючу.
Федеральна торгова комісія (FTC) також повідомила, що Meta спотворила можливості батьківського контролю, оскільки діти могли спілкуватися з несанкціонованими контактами в групових чатах і відеодзвінках, що суперечить основним принципам сервісу.